# Ernst Henze (Mathematiker)
Ernst Henze (* 17. August 1927 in Blankenburg; † 15. Februar 1986 in München) war ein deutscher Mathematiker und Hochschullehrer.

## Leben
Henze studierte nach der Rückkehr aus der Kriegsgefangenschaft  von 1947 bis 1951 Mathematik an der Universität Rostock und war dort anschließend wissenschaftlicher Mitarbeiter. Er wechselte 1952 zur Telefunken GmbH nach Ulm an deren neugegründetes Forschungsinstitut. 1956 wurde er mit dem Preis der Nachrichtentechnischen Gesellschaft im VDE ausgezeichnet.
Henze promovierte 1958 an der TH Stuttgart und habilitierte sich dort 1961 im Fach Mathematik. 1965 wurde er als Professor  an die Technische Universität Braunschweig berufen und übernahm das Institut für Mathematische Stochastik als Direktor. Von 1969 bis 1972 war er Dekan der Fakultät und von 1972 bis 1974 Rektor der Hochschule. Henze gilt als einer der wichtigsten Fürsprecher der Einführung der Informatik 1972 an der TU Braunschweig. Seit 1976 war er Mitglied der Braunschweigischen Wissenschaftlichen Gesellschaft.
In der Forschung lag sein Schwerpunkt in der Wahrscheinlichkeitstheorie und Statistik, insbesondere zu Lernprozessen und deren Konvergenz.

## Publikationen
- Beiträge zum Irrfahrtproblem Dissertation, TH Stuttgart, 1959.
- Räumlich homogene, stationäre und instationäre Irrfahrten im Gitter. Habilitationsschrift, TH Stuttgart, 1961.
- mit Horst H. Homuth: Einführung in die Informationstheorie. Teubner, Stuttgart 1970, ISBN 978-3-322-98543-9.
- Einführung in die Maßtheorie. Bibliographisches Institut, Mannheim, 1971, ISBN 3-411-03102-6.
- mit Horst H. Homuth: Einführung in die Codierungstheorie. Vieweg, Braunschweig 1974, ISBN 3-528-03024-0.